# Giacomo Bonicelli
Giacomo Daniele Bonicelli (Brescia, 3 aprile 1861 – Brescia, 5 ottobre 1930) è stato un avvocato e politico italiano.

## Biografia
Laureato in giurisprudenza a Milano ha esercitato la professione forense nello studio di suo padre e per circa tre decenni ha presieduto l'amministrazione degli Ospedali civici di Brescia. Consigliere comunale e provinciale di Brescia, nel 1890 viene eletto per la prima volta deputato in rappresentanza della sua città, rieletto nel 1909 e nel 1913. Interventista, a 54 anni parte volontario per la prima guerra mondiale nel corpo degli alpini, inviato sul fronte dell'Adamello. 
Costretto a rientrare a causa di problemi di salute nel 1916 viene nominato sottosegretario all'interno nel governo Boselli, confermato nel successivo governo Orlando. Dopo la guerra aderisce al fascismo e ricopre numerosi incarichi: consigliere dell'azienda statale dei monopoli, dell'istituto nazionale fondiario, della Commissione per la riforma della rappresentanza politica.